# Laura Bornholdt
Laura Anna Bornholdt (* 11. Februar 1919 in Peoria; † 16. April 2012) war eine amerikanische Historikerin und Hochschulverwalterin. Sie war Dekanin oder Treuhänderin an mehreren prominenten Colleges und Universitäten und Funktionärin in drei gemeinnützigen Organisationen, die sich für den Fortschritt in der Hochschulbildung einsetzten.

## Leben und Wirken
Borholdt wurde 1919 in Peoria, im US-Bundesstaat Illinois als Tochter von Barbara Kohl Bornholdt und John Bornholdt geboren.
Bornholdt erwarb 1940 ihren Bachelor-Abschluss am Smith College und promovierte anschließend 1945 in Geschichte an der Yale University. Ihre Dissertation wurde überarbeitet und als Monografie Baltimore and Early Pan-Americanism: a Study in the Background of the Monroe Doctrine veröffentlicht. Das Buch fand großen Anklang und wurde als „ausgewogen und vernünftig“ beschrieben.
Bornholdt kehrte 1945 als Fakultätsmitglied ans Smith College zurück und unterrichtete dort bis 1952, als sie eine Stelle als Higher Education Associate in International Relations bei der American Association of University Women antrat. 1957 kehrte sie als Dekanin des Sarah Lawrence College in den akademischen Bereich zurück, die erste einer raschen Reihe von Verwaltungsernennungen: 1959 wurde sie zur Dekanin für Frauen an der University of Pennsylvania und im folgenden Jahr zur Dekanin des Wellesley College ernannt. In Wellesley blieb sie bis 1964, als sie von Virginia Onderdonk abgelöst wurde. Nach ihrem Weggang arbeitete sie für die Danforth Foundation und die Organisation Lilly Endowment, bei denen sie die erste Frau in der Rolle der Vizepräsidentin war. Sie setzte sich bei beiden Wohltätigkeitsorganisationen dafür ein, dass diese sich mehr bei der Förderung von Frauen zu engagieren. 1977 wurde sie in das Kuratorium des College of Wooster berufen. Später war sie Sonderassistentin des Präsidenten der University of Chicago.

### Einsatz für Frauen und Minderheiten
Als Verwaltungsangestellte setzte sich Bornholdt für die Schaffung von Möglichkeiten für Frauen und People of Color ein; in Wellesley bestand sie auf der Notwendigkeit eines flexiblen, integrativen Modells und stützte sich dabei auf ihre Erfahrungen als Beraterin von Universitäten in Ghana und Tunesien.
Ihre lange akademische Laufbahn vermittelte ihr eine besondere Perspektive auf die sich verändernde Situation von Frauen an amerikanischen Universitäten.
1979 erinnerte sie sich an ihre Zeit in Yale in den 40er Jahren:
Als sie 1987 in einem Leitartikel in Change die Bemühungen um die Diversifizierung der Hochschulbildung in den 1960er und 1970er Jahren als „verpufft“ bezeichnete, schrieb sie aus Erfahrung. In einem Beitrag für dieselbe Zeitschrift aus dem Jahr 1993 schrieb sie über die Notwendigkeit zu erkennen: „warum die alte Führung, mit der wir alle aufgewachsen sind, uns nicht mehr führen kann und warum Frauen und Minderheitenmitglieder ihren rechtmäßigen Platz unter den neuen Führern einnehmen werden – oder so.“

## Auszeichnungen (Auswahl)
- 1976: Wilbur Cross Medal der Yale University[15]
- 1957: Smith College Alumnae Medal[2]

## Publikationen (Auswahl)
- Laura Bornholdt: Baltimore and early Pan-Americanism : a study in the background of the Monroe doctrine (= Smith College studies in history. Band 34). Northampton, Mass 1949, DNB 985389877, OCLC 1870344 (englisch).
- Dexter Perkins, Laura Bornholdt: Baltimore and Early Panamericanism. A Study in the Background of the Monroe Doctrine. In: The Hispanic American Historical Review. Band 30, Nr. 2, Mai 1950, DNB 985389877, S. 238, doi:10.2307/2509511, JSTOR:2509511.